# Khategaon
Khategaon là một thị xã và là một nagar panchayat của quận Dewas thuộc bang Madhya Pradesh, Ấn Độ.

## Địa lý
Khategaon có vị trí 22°36′B 76°55′Đ / 22,6°B 76,92°Đ Nó có độ cao trung bình là 305 mét (1000 feet).

## Nhân khẩu
Theo điều tra dân số năm 2001 của Ấn Độ, Khategaon có dân số 21.018 người. Phái nam chiếm 52% tổng số dân và phái nữ chiếm 48%. Khategaon có tỷ lệ 66% biết đọc biết viết, cao hơn tỷ lệ trung bình toàn quốc là 59,5%: tỷ lệ cho phái nam là 74%, và tỷ lệ cho phái nữ là 56%. Tại Khategaon, 16% dân số nhỏ hơn 6 tuổi.